# Astragalus diminutivus
Astragalus diminutivus är en ärtväxtart som först beskrevs av Rodolfo Amando Philippi, och fick sitt nu gällande namn av Gomez-sosa. Astragalus diminutivus ingår i släktet vedlar, och familjen ärtväxter. Inga underarter finns listade i Catalogue of Life.